# Faro de Ribadesella
El faro de Ribadesella está situado en la aldea de Tereñes, concejo de Ribadesella, Principado de Asturias (España), en la llamada Punta de Somos, en la margen occidental de la entrada a la ría de Ribadesella.

## Historia
En funcionamiento desde 1861 y electrificado en 1926, el faro se encuentra en un terreno de 4.730 metros cuadrados, cercados por un muro de mampostería. Se trata de un edificio de planta cuadrada. La torre es decagonal y se encuentra parcialmente empotrada en la fachada norte. La altura sobre el nivel del mar es de 107 metros y de 8 metros sobre el terreno. Su alcance es de 25 millas náuticas y sus coordenadas son: 43°28,376 N y 5°04,985 W.
Automatizado en la década de los 90 del siglo XX, en 2008 se llegó a un acuerdo entre el Ayuntamiento de Ribadesella y el Ministerio de Fomento para utilizar con fines culturales el edificio que fuera vivienda del encargado.
- Datos: Q8960907
- Multimedia: Faro de Ribadesella / Q8960907